# Camila Osorio
María Camila Osorio Serrano (* 22. Dezember 2001 in Cúcuta) ist eine kolumbianische Tennisspielerin.

## Karriere
Osorio, die am liebsten auf Sandplätzen spielte, begann im Alter von sechs Jahren mit dem Tennis. Bislang spielt sie vorrangig Turniere auf der ITF Women’s World Tennis Tour, wo sie bislang drei Titel im Einzel gewinnen konnte.
Im Hauptfeld eines WTA-Turniers spielte sie erstmals 2018 in Bogotá. Bei den Zentralamerika- und Karibikspielen 2018 gewann sie die Goldmedaille mit der Mannschaft und die Silbermedaille im Doppel. Anfang September 2019 gewann sie den Titel im Juniorinneneinzel bei den US Open.
Seit 2016 spielt Osorio für die kolumbianische Fed-Cup-Mannschaft; ihre Fed-Cup-Bilanz weist bislang 12 Siege bei 7 Niederlagen aus.

## Turniersiege

### Einzel
| Nr. | Datum             | Turnier   | Kategorie   | Belag | Finalgegnerin    | Ergebnis      |
| --- | ----------------- | --------- | ----------- | ----- | ---------------- | ------------- |
| 1.  | 10. November 2018 | Cúcuta    | ITF $15.000 | Sand  | Yuliana Lizarazo | 6:3, 7:6      |
| 2.  | 18. August 2019   | Guayaquil | ITF W25     | Sand  | Katerina Stewart | 7:5, 7:63     |
| 3.  | 25. August 2019   | Guayaquil | ITF W25     | Sand  | Katerina Stewart | 7:5, 6:3      |
| 4.  | 11. April 2021    | Bogotá    | WTA 250     | Sand  | Tamara Zidanšek  | 5:7, 6:3, 6:4 |
| 5.  | 7. April 2024     | Bogotá    | WTA 250     | Sand  | Marie Bouzková   | 6:3, 7:65     |
| 6.  | 6. April 2025     | Bogotá    | WTA 250     | Sand  | Katarzyna Kawa   | 6:3, 6:3      |

## Abschneiden bei Grand-Slam-Turnieren

### Einzel
| Turnier         | 2020 | 2021 | 2022 | 2023 | 2024 | 2025 | Karriere |
| --------------- | ---- | ---- | ---- | ---- | ---- | ---- | -------- |
| Australian Open | Q2   | Q3   | 1    | 2    | 1    | 2    | 2        |
| French Open     | Q1   | 1    | 2    | 2    | 2    | 1    | 2        |
| Wimbledon       |      | 3    | 1    | 1    | 2    | 1    | 3        |
| US Open         | —    | 2    | 2    | 1    | 1    |      | 2        |

Zeichenerklärung: S = Turniersieg; F, HF, VF, AF = Einzug ins Finale / Halbfinale / Viertelfinale / Achtelfinale; 1, 2, 3 = Ausscheiden in der 1. / 2. / 3. Hauptrunde; Q1, Q2, Q3 = Ausscheiden in der 1. / 2. / 3. Qualifikationsrunde; nicht ausgetragen

### Doppel
| Turnier         | 2021 | 2022 | 2023 | 2024 | 2025 | Karriere |
| --------------- | ---- | ---- | ---- | ---- | ---- | -------- |
| Australian Open | —    | 1    | 2    | 1    | —    | 2        |
| French Open     | —    | 2    | —    | 2    | 1    | 2        |
| Wimbledon       | —    | 2    | —    | —    | 2    | 2        |
| US Open         | 1    | 1    | 1    | 2    |      | 2        |